# خليج الخنازير

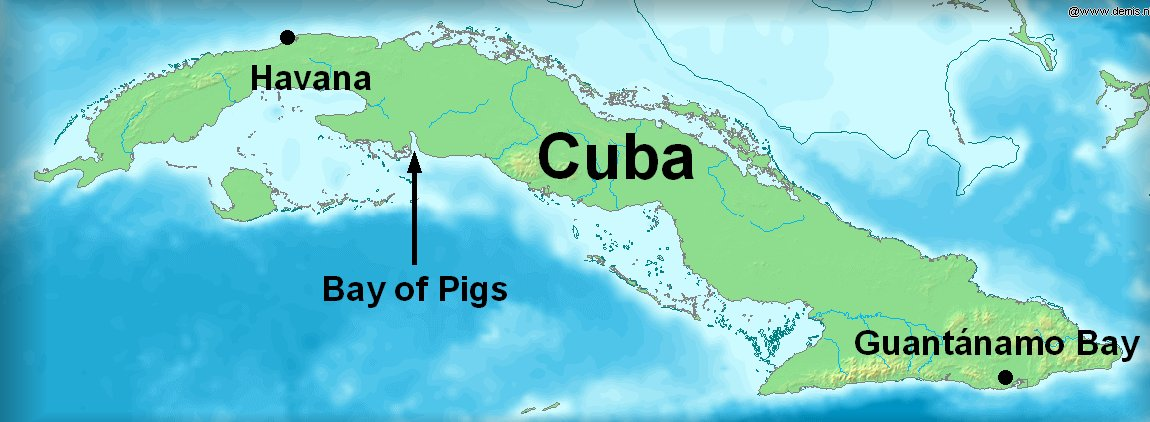
خريطة تبين موقع خليج الخنازير.

خليج الخنازير (بالإسبانية: Bahía de Cochinos) هو أحد الخلجان على الساحل الجنوبي لكوبا. اكتسب شهرة عالمية بسبب ما يعرف بعملية غزو خليج الخنازير (بالإنجليزية: Bay of Pigs Invasion)، والتي كانت محاولة فاشلة من جانب القوات التي دربتها وكالة المخابرات المركزية من الكوبيين المنفيين لغزو جنوب كوبا وقلب النظام على فيدل كاسترو في شهر أبريل عام 1961.

## أصل التسمية
في اللغة الإسبانية الكوبية، قد تعني (Cochinos) أيضًا سمكة الزناد الملكة (Balistes vetula)، التي تسكن الشعاب المرجانية في خليج الخنازير.

## التاريخ

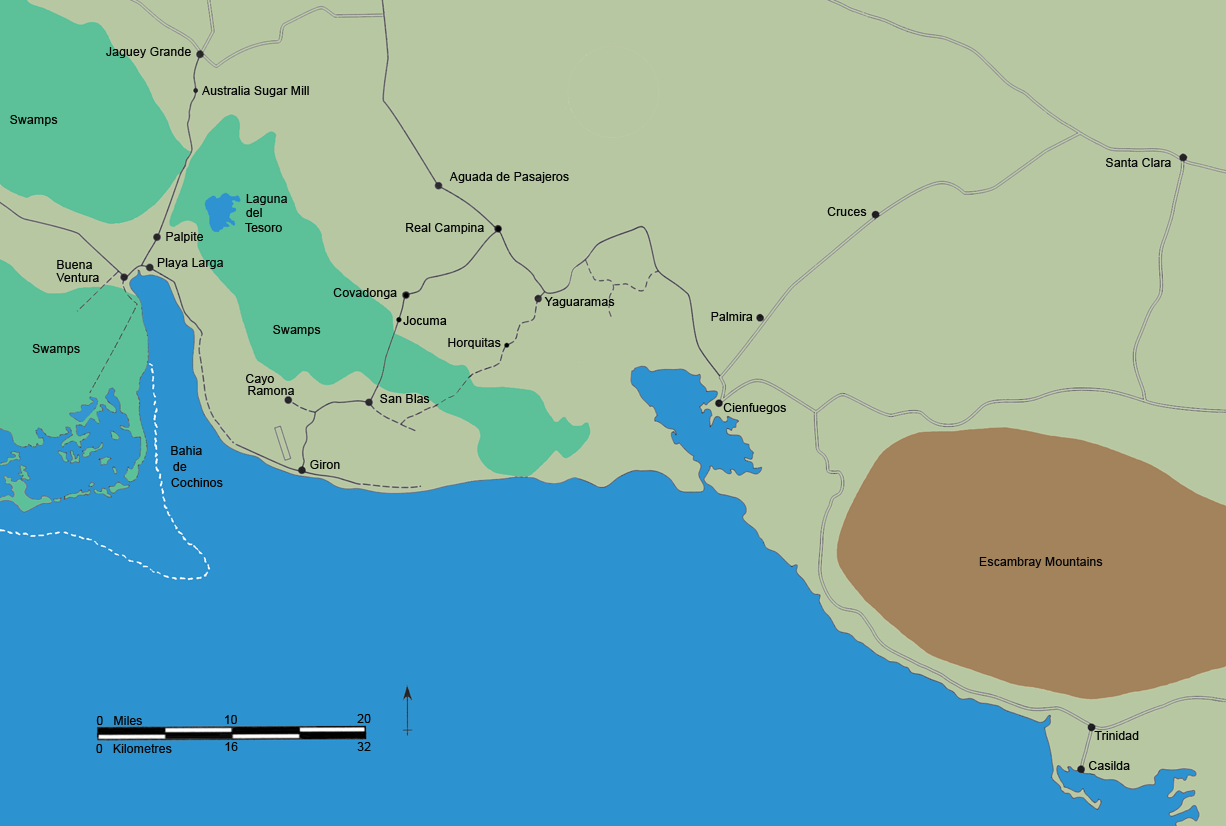
خليج الخنازير سنة 1961

كانت بلايا خيرون وبلايا لارجا مواقع إنزال للقوات البحرية للمنفيين الكوبيين المسلحين في غزو خليج الخنازير، وهي محاولة أمريكية برعاية وكالة المخابرات المركزية للإطاحة بالحكومة الجديدة لرئيس الوزراء الكوبي فيدل كاسترو في أبريل 1961.
وفقًا للحارس الشخصي السابق لفيدل كاسترو، الراحل خوان رينالدو سانشيز، فقد عاش كاسترو في رفاهية رائعة وكان لديه جزيرة خاصة تسمى كايو بيدرا في خليج الخنازير، مليئة بالقصور وبيوت الضيافة ومهبط طائرات الهليكوبتر والدلافين وبحيرة السلاحف ويخت أكواراما - هدية من ليونيد بريجنيف - وقارب صيد سريع في أعماق البحار.

## الغوص

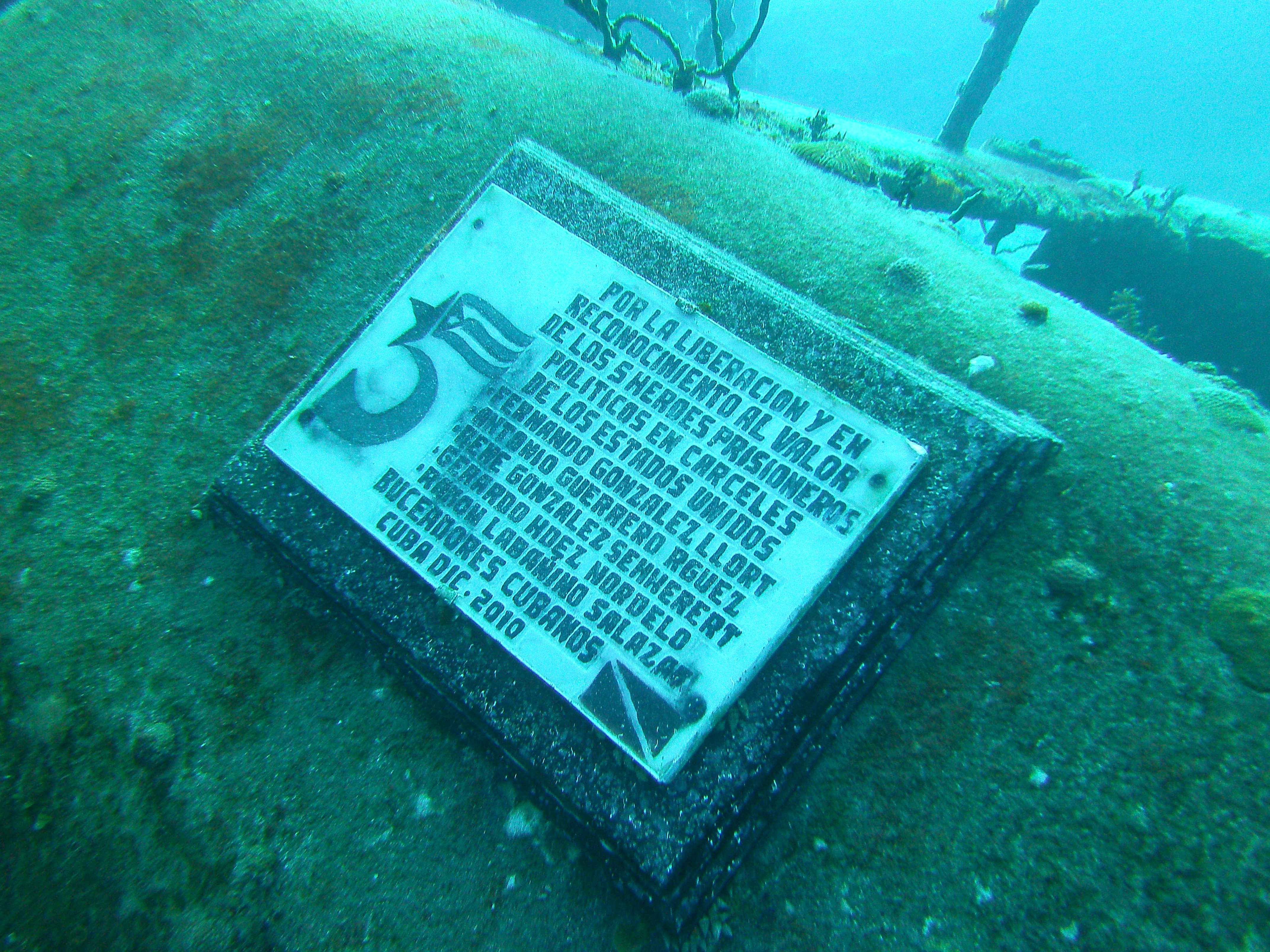
نصب تذكاري لتكريم خمسة سجناء سياسيين كوبيين محتجزين في الولايات المتحدة

يعد خليج الخنازير موقعًا هادئًا نسبيًا للغوص. توجد مراكز الغوص في بلايا لارغا وبلايا خيرون وكاليتا بوينا. يعرض اثنا عشر موقعًا للغوص في الخليج رؤية ممتازة 20 إلى 40 متر (66 إلى 131 قدم)، ومتوسط درجة حرارة الماء 22 °م (72 °ف) في ديسمبر و29 °م (84 °ف) في يوليو. يمكن العثور على جدران من الشعاب المرجانية والكهوف ومجموعة متنوعة من الأسماك (بما في ذلك العقام وسمكة التنين والهامور وغيرها) والشعاب المرجانية والإسفنج في خليج الخنازير.
يقع كهف السمك (Cueva de los Peces)، بعمق 72 مترًا (236 قدمًا)، وهو أعمق سينوتي في كوبا، على بعد 18 كيلومترًا (11 ميلًا) جنوب بلايا لارغا.